# Wu Yanan
Wu Yanan (Liaoning, 18 de abril de 1996) é uma lutadora chinesa de artes marciais mistas, atualmente competindo no peso galo feminino do Ultimate Fighting Championship.

## Carreira no MMA

### Ultimate Fighting Championship
Wu fez sua estreia no UFC em 25 de novembro de 2017 no UFC Fight Night: Gastelum vs. Bisping contra Gina Mazany.  Yanan perdeu por decisão unânime.
Sua próxima luta veio no UFC Fight Night 141 contra Lauren Mueller. Wu venceu por finalização no primeiro round.
Wu enfrentou Mizuki Inoue. Ela perdeu por decisão dividida.